# Campionati europei di ciclismo su strada - Cronometro femminile Juniors
La cronometro femminile Juniors è una delle prove disputate durante i Campionati europei di ciclismo su strada. La prima edizione risale al 2005.

## Albo d'oro
Aggiornato all'edizione 2024.
| Anno | Vincitrice             | Seconda                | Terza                    |
| ---- | ---------------------- | ---------------------- | ------------------------ |
| 2005 | Aleksandra Dawidowicz  | Aušrinė Trebaitė       | Lesja Kalytovs'ka        |
| 2006 | Mie Bekker Lacota      | Trine Schmidt          | Aleksandra Burčenkova    |
| 2007 | Valerija Kononenko     | Anne-Marie Schmitt     | Alena Amjaljusik         |
| 2008 | Valerija Kononenko     | Jacqueline Hahn        | Marija Mišina            |
| 2009 | Pauline Ferrand-Prévot | Hanna Solovej          | Maria Grandt Petersen    |
| 2010 | Hanna Solovej          | Pauline Ferrand-Prévot | Alexia Muffat            |
| 2011 | Rossella Ratto         | Mathilde Favre         | Svetlana Kaširina        |
| 2012 | Corine van der Zijden  | Ksenija Dobrynina      | Lotte Kopecky            |
| 2013 | Severine Eraud         | Floortje Mackaij       | Ol'ga Demidova           |
| 2014 | Aafke Soet             | Alice Gasparini        | Greta Richioud           |
| 2015 | Agnieszka Skalniak     | Ksenija Cymbaliuk      | Yara Kastelijn           |
| 2016 | Lisa Morzenti          | Alessia Vigilia        | Juliette Labous          |
| 2017 | Elena Pirrone          | Letizia Paternoster    | Emma Norsgaard Jørgensen |
| 2018 | Vittoria Guazzini      | Hannah Ludwig          | Marta Jaskulska          |
| 2019 | Shirin van Anrooij     | Aigul Gareeva          | Wilma Olausson           |
| 2020 | Elise Uijen            | Maëva Squiban          | Carlotta Cipressi        |
| 2021 | Alena Ivančenko        | Antonia Niedermaier    | Elise Uijen              |
| 2022 | Justyna Czapla         | Églantine Rayer        | Febe Jooris              |
| 2023 | Federica Venturelli    | Stina Kagevi           | Hannah Kunz              |
| 2024 | Paula Ostiz            | Fee Knaven             | Viktória Chladoňová      |

## Medagliere
| Pos.   | Nazione     | Oro | Argento | Bronzo | Totale |
| ------ | ----------- | --- | ------- | ------ | ------ |
| 1      | Italia      | 5   | 3       | 1      | 9      |
| 2      | Paesi Bassi | 4   | 2       | 2      | 8      |
| 3      | Ucraina     | 3   | 1       | 1      | 5      |
| 4      | Francia     | 2   | 4       | 3      | 9      |
| 5      | Polonia     | 2   | 0       | 1      | 3      |
| 6      | Russia      | 1   | 3       | 4      | 8      |
| 7      | Germania    | 1   | 2       | 1      | 4      |
| 8      | Danimarca   | 1   | 1       | 2      | 4      |
| 9      | Spagna      | 1   | 0       | 0      | 1      |
| 10     | Svezia      | 0   | 1       | 1      | 2      |
| 11     | Austria     | 0   | 1       | 0      | 1      |
| 11     | Lituania    | 0   | 1       | 0      | 1      |
| 11     | Lussemburgo | 0   | 1       | 0      | 1      |
| 14     | Belgio      | 0   | 0       | 2      | 2      |
| 15     | Bielorussia | 0   | 0       | 1      | 1      |
| 15     | Slovacchia  | 0   | 0       | 1      | 1      |
| Totale | Totale      | 20  | 20      | 20     | 60     |